# Tommy LiPuma
Tommy LiPuma (Cleveland, 5 luglio 1936 – New York, 13 marzo 2017) è stato un produttore discografico statunitense.

## Carriera
Nella sua lunga carriera, ha prodotto dischi per molti interpreti, compresi  Miles Davis, gli Yellowjackets, Randy Crawford, Diana Krall, Barbra Streisand, Bill Evans, George Benson, Phil Upchurch, Al Jarreau, Anita Baker, Natalie Cole, Claudine Longet, Dave Mason, the Sandpipers, Michael Franks, Paul McCartney, Ben Sidran, The Crusaders, Joe Sample e Dr. John.
Ha avuto molte nomine e vittorie di Grammy Awards. 
Nel 1976 ha prodotto l'album Breezin', di George Benson. Nel 2012 ha prodotto l'album Kisses on the Bottom di Paul McCartney.
Dal 2004 al 2011 è stato presidente della casa discografica Verve Music Group.